# Liberty Party
Liberty Party, var ett amerikanskt politiskt parti, bildat 1840 och som förespråkade abolitionism. Partiet förlorade betydelse i och med uppkomsten av Free Soil Party 1848.